# Réaction d'amplification enzymatique de coupure
 (octobre 2021).
Sa qualité peut être largement améliorée en utilisant un vocabulaire plus directement compréhensible.
 (octobre 2021).
Si vous disposez d'ouvrages ou d'articles de référence ou si vous connaissez des sites web de qualité traitant du thème abordé ici, merci de compléter l'article en donnant les références utiles à sa vérifiabilité et en les liant à la section « Notes et références ».
 (octobre 2021).
La réaction d'amplification enzymatique de coupure (en anglais, nicking enzyme amplification reaction, NEAR) est une méthode d'amplification in vitro de l'ADN comme la réaction en chaîne par polymérase (PCR). La NEAR est isotherme, c'est-à-dire qu'elle réplique l'ADN à une température constante en utilisant une polymérase (et une enzyme de coupure) pour amplifier l'ADN de manière exponentielle à une température comprise entre 55 °C et 59 °C.
L'un des inconvénients de la PCR est qu'elle prend du temps pour dérouler l'ADN double brin en brins simples à l'aide de la chaleur (un processus appelé dénaturation). Cela conduit à des temps d'amplification typiquement de trente minutes ou plus pour une production significative de produits amplifiés.
Les avantages potentiels de la NEAR par rapport à la PCR sont une vitesse accrue et des besoins énergétiques moindres, caractéristiques partagées avec d'autres schémas d'amplification isothermes. Un inconvénient majeur de la réaction NEAR par rapport à la PCR est que la production de produits d'amplification non spécifiques est un problème courant avec les réactions d'amplification isotherme.
La réaction NEAR utilise des endonucléases naturelles ou modifiées qui introduisent une rupture de brin sur un seul brin d'un site de clivage d'ADN double brin. La capacité de plusieurs de ces enzymes à catalyser l'amplification isotherme de l'ADN a été divulguée mais non revendiquée dans les brevets délivrés pour les enzymes elles-mêmes.